# Roberta Vinci
Roberta Vinci (Tàrent, 18 de febrer de 1983) és una tennista italiana. Durant la seva carrera ha guanyat 9 títols individuals però on realment ha destacat és en categoria de dobles amb un total de 23 títols. Amb la seva compatriota Sara Errani han guanyat cinc títols de Grand Slam que les va permetre esdevenir número 1 del rànquing de dobles el 15 d'octubre de 2012 i completar el Grand Slam l'any 2014. Amb l'equip italià ha guanyat la Copa Federació en quatre ocasions (2006, 2009, 2010 i 2013), els quatre únics trofeus que ha guanyat Itàlia.
Al final de la temporada 2017 va anunciar que tenia la intenció de retirar-se després de disputar el següent Masters de Roma.

## Biografia
Vinci va néixer a Tàrent, filla d'Angelo i Luisa Vinci, comptable i mestressa de casa respectivament. Té un germà més gran de nom Francesco. Es va iniciar al món del tennis amb sis anys i el seu entrenador és Francesco Cina.
L'any 2007 fou condecorada com a Cavallera de l'Orde al Mèrit de la República Italiana.

## Torneigs de Grand Slam

### Individual: 1 (0−1)
| Resultat  | Núm. | Any  | Torneig | Oponent en la final | Resultat    |
| --------- | ---- | ---- | ------- | ------------------- | ----------- |
| Finalista | 1.   | 2015 | US Open | Flavia Pennetta     | 6−7(4), 2−6 |

### Dobles: 8 (5−3)
| Resultat   | Núm. | Any  | Torneig              | Parella     | Oponents en la final                | Marcador      |
| ---------- | ---- | ---- | -------------------- | ----------- | ----------------------------------- | ------------- |
| Finalista  | 1.   | 2012 | Open d'Austràlia     | Sara Errani | Svetlana Kuznetsova Vera Zvonariova | 7−5, 4−6, 3−6 |
| Guanyadora | 1.   | 2012 | Roland Garros        | Sara Errani | Maria Kirilenko Nàdia Petrova       | 4−6, 6−4, 6−2 |
| Guanyadora | 2.   | 2012 | US Open              | Sara Errani | Andrea Hlavacková Lucie Hradecká    | 6−4, 6−2      |
| Guanyadora | 3.   | 2013 | Open d'Austràlia     | Sara Errani | Ashleigh Barty Casey Dellacqua      | 6−2, 3−6, 6−2 |
| Finalista  | 2.   | 2013 | Roland Garros        | Sara Errani | Iekaterina Makàrova Ielena Vesninà  | 5−7, 2−6      |
| Guanyadora | 4.   | 2014 | Open d'Austràlia (2) | Sara Errani | Iekaterina Makàrova Ielena Vesninà  | 6−4, 3−6 7−5  |
| Finalista  | 3.   | 2014 | Roland Garros (2)    | Sara Errani | Hsieh Su-wei Peng Shuai             | 4−6, 1−6      |
| Guanyadora | 5.   | 2014 | Wimbledon            | Sara Errani | Timea Babos Kristina Mladenovic     | 6−1, 6−3      |

## Palmarès: 39 (10−25−4)

### Individual: 14 (10−4)
| Abans de 2009                | Després de 2009         |
| ---------------------------- | ----------------------- |
| Grand Slam (0−0)             |                         |
| WTA Tour Championships (0−0) |                         |
| Tier I (0−0)                 | Premier Mandatory (0−0) |
| Tier II (0−0)                | Premier 5 (0−0)         |
| Tier III (1−0)               | Premier (1−0)           |
| Tier IV i V (0−0)            | International (8−4)     |

| Títols per superfície |
| --------------------- |
| Dura (3−1)            |
| Gespa (1−0)           |
| Terra batuda (6−3)    |

| Resultat   | Núm. | Data                 | Torneig                         | Superfície       | Oponent en la final | Marcador               |
| ---------- | ---- | -------------------- | ------------------------------- | ---------------- | ------------------- | ---------------------- |
| Guanyadora | 1.   | 26 de febrer de 2007 | Bogotà, Colòmbia                | Terra batuda     | Tathiana Garbin     | 6−7(5), 6−4, 0−3, ret. |
| Guanyadora | 2.   | 19 d'abril de 2009   | Barcelona, Espanya              | Terra batuda     | Maria Kirilenko     | 6−0, 6−4               |
| Finalista  | 1.   | 17 d'abril de 2010   | Barcelona                       | Terra batuda     | Francesca Schiavone | 1−6, 1−6               |
| Guanyadora | 3.   | 24 d'octubre de 2010 | Luxemburg, Luxemburg            | Dura (i)         | Julia Görges        | 6−3, 6−4               |
| Guanyadora | 4.   | 30 d'abril de 2011   | Barcelona (2)                   | Terra batuda     | Lucie Hradecká      | 4−6, 6−2, 6−4          |
| Guanyadora | 5.   | 18 de juny de 2011   | 's-Hertogenbosch, Països Baixos | Gespa            | Jelena Dokić        | 6−7(7), 6−3, 7−5       |
| Guanyadora | 6.   | 10 de juliol de 2011 | Budapest, Hongria               | Terra batuda     | Irina-Camelia Begu  | 6−4, 1−6, 6−4          |
| Guanyadora | 7.   | 26 d'agost de 2012   | Dallas, Estats Units            | Dura             | Jelena Janković     | 7−5, 6−3               |
| Guanyadora | 8.   | 14 d'abril de 2013   | Katowice, Polònia               | Terra batuda (i) | Petra Kvitová       | 7−6(2), 6−1            |
| Guanyadora | 9.   | 14 de juliol de 2013 | Palerm, Itàlia                  | Terra batuda     | Sara Errani         | 6−3, 3−6, 6−3          |
| Finalista  | 2.   | 13 de juliol de 2014 | Bucarest, Romania               | Terra batuda     | Simona Halep        | 1−6, 3−6               |
| Finalista  | 3.   | 20 de juliol de 2014 | Istanbul, Turquia               | Dura             | Caroline Wozniacki  | 1−6, 1−6               |
| Finalista  | 4.   | 23 de maig de 2015   | Nuremberg, Alemanya             | Terra batuda     | Karin Knapp         | 6−7(5), 6−4, 1−6       |
| Guanyadora | 10.  | 14 de febrer de 2016 | Sant Petersburg, Rússia         | Dura             | Belinda Bencic      | 6−4, 6−3               |

### Dobles: 43 (25−18)
| Abans de 2009                | Després de 2009         |
| ---------------------------- | ----------------------- |
| Grand Slam (5−3)             |                         |
| WTA Tour Championships (0−0) |                         |
| Tier I (0−4)                 | Premier Mandatory (2−1) |
| Tier II (0−1)                | Premier 5 (2−2)         |
| Tier III (1−1)               | Premier (3−3)           |
| Tier IV i V (2−0)            | International (10−3)    |

| Títols per superfície |
| --------------------- |
| Dura (13−8)           |
| Gespa (2−1)           |
| Terra batuda (10−9)   |

| Resultat   | Núm. | Data                   | Torneig                         | Superfície   | Parella                 | Oponents en la final                          | Marcador            |
| ---------- | ---- | ---------------------- | ------------------------------- | ------------ | ----------------------- | --------------------------------------------- | ------------------- |
| Guanyadora | 1.   | 12 de febrer de 2001   | Doha, Qatar                     | Dura         | Sandrine Testud         | Kristie Boogert Miriam Oremans                | 7−5, 7−6(4)         |
| Finalista  | 1.   | 18 d'octubre de 2001   | Zuric, Suïssa                   | Dura         | Sandrine Testud         | Lindsay Davenport Lisa Raymond                | 3−6, 6−2, 2−6       |
| Finalista  | 2.   | 31 de gener de 2002    | Tòquio, Japó                    | Dura         | Els Callens             | Lindsay Davenport Rennae Stubbs               | 1−6, 1−6            |
| Finalista  | 3.   | 21 de febrer de 2002   | Dubai, Emirats Àrabs Units      | Dura         | Sandrine Testud         | Barbara Rittner María Vento-Kabchi            | 3−6, 2−6            |
| Guanyadora | 2.   | 19 de setembre de 2005 | Portorož, Eslovènia             | Dura         | Anabel Medina Garrigues | Kostanić Tošić Katarina Srebotnik             | 6−4, 5−7, 6−2       |
| Guanyadora | 3.   | 13 de gener de 2006    | Canberra, Austràlia             | Dura         | Marta Domachowska       | Claire Curran Līga Dekmeijere                 | 7−6(5), 6−3         |
| Finalista  | 4.   | 22 de febrer de 2007   | Bogotà, Colòmbia                | Terra batuda | Flavia Pennetta         | Lourdes Domínguez Lino Paola Suárez           | 6−1, 3−6, [9−11]    |
| Finalista  | 5.   | 10 de maig de 2001     | Berlín, Alemanya                | Terra batuda | Tathiana Garbin         | Lisa Raymond Samantha Stosur                  | 3−6, 4−6            |
| Finalista  | 6.   | 17 de maig de 2007     | Roma, Itàlia                    | Terra batuda | Tathiana Garbin         | Nathalie Dechy Mara Santangelo                | 4−6, 1−6            |
| Finalista  | 7.   | 22 de febrer de 2010   | Acapulco, Mèxic                 | Terra batuda | Sara Errani             | Polona Hercog B. Záhlavová-Strýcová           | 6−2, 1−6, [2−10]    |
| Guanyadora | 4.   | 11 d'abril de 2010     | Marbella, Espanya               | Terra batuda | Sara Errani             | Maria Kondratieva Iaroslava Xvédova           | 6−4, 6−2            |
| Guanyadora | 5.   | 17 d'abril de 2010     | Barcelona, Espanya              | Terra batuda | Sara Errani             | Timea Bacsinszky Tathiana Garbin              | 6−1, 3−6, [10−2]    |
| Guanyadora | 6.   | 15 de gener de 2011    | Hobart, Austràlia               | Dura         | Sara Errani             | Katerina Bondarenko Līga Dekmeijere           | 6−3, 7−5            |
| Guanyadora | 7.   | 13 de febrer de 2011   | Pattaya, Tailàndia              | Dura         | Sara Errani             | Sun Shengnan Zheng Jie                        | 3−6, 6−3, [10−5]    |
| Finalista  | 8.   | 10 d'abril de 2011     | Marbella                        | Terra batuda | Sara Errani             | Núria Llagostera Vives Arantxa Parra Santonja | 6−3, 4−6, [5−10]    |
| Finalista  | 9.   | 12 de juny de 2011     | Birmingham, Regne Unit          | Gespa        | Sara Errani             | Olga Govortsova Al·la Kudriàvtseva            | 6−1, 1−6, [5−10]    |
| Guanyadora | 8.   | 16 de juliol de 2011   | Palerm, Itàlia                  | Terra batuda | Sara Errani             | Andrea Hlaváčková Klára Zakopalová            | 7−5, 6−1            |
| Finalista  | 10.  | 27 d'agost de 2011     | New Haven, Estats Units         | Dura         | Sara Errani             | Chuang Chia-jung Olga Govortsova              | 5−7, 2−6            |
| Finalista  | 11.  | 27 de gener de 2012    | Open d'Austràlia, Austràlia     | Dura         | Sara Errani             | Svetlana Kuznetsova Vera Zvonariova           | 7−5, 4−6, 3−6       |
| Guanyadora | 9.   | 26 de febrer de 2012   | Monterrey, Mèxic                | Dura         | Sara Errani             | Kimiko Date-Krumm Zhang Shuai                 | 6−2, 7−6(6)         |
| Guanyadora | 10.  | 4 de març de 2012      | Acapulco                        | Terra batuda | Sara Errani             | Lourdes Domínguez Lino Arantxa Parra Santonja | 6−2, 6−1            |
| Finalista  | 12.  | 31 de març de 2012     | Miami, Estats Units             | Dura         | Sara Errani             | Maria Kirilenko Nàdia Petrova                 | 6−7(0), 6−4, [4−10] |
| Guanyadora | 11.  | 15 d'abril de 2012     | Barcelona (2)                   | Terra batuda | Sara Errani             | Flavia Pennetta Francesca Schiavone           | 6−0, 6−2            |
| Guanyadora | 12.  | 13 de maig de 2012     | Madrid, Espanya                 | Terra batuda | Sara Errani             | Iekaterina Makàrova Ielena Vesninà            | 6−1, 3−6, [10−4]    |
| Guanyadora | 13.  | 20 de maig de 2012     | Roma, Itàlia                    | Terra batuda | Sara Errani             | Iekaterina Makàrova Ielena Vesninà            | 6−2, 7−5            |
| Guanyadora | 14.  | 8 de juny de 2012      | Roland Garros, França           | Terra batuda | Sara Errani             | Maria Kirilenko Nàdia Petrova                 | 4−6, 6−4, 6−2       |
| Guanyadora | 15.  | 22 de juny de 2012     | 's-Hertogenbosch, Països Baixos | Gespa        | Sara Errani             | Maria Kirilenko Nàdia Petrova                 | 6−4, 3−6, [11−9]    |
| Guanyadora | 16.  | 9 de setembre de 2012  | US Open, Estats Units           | Dura         | Sara Errani             | Andrea Hlaváčková Lucie Hradecká              | 6−4, 6−2            |
| Finalista  | 13.  | 11 de gener de 2013    | Sydney, Austràlia               | Dura         | Sara Errani             | Nàdia Petrova Katarina Srebotnik              | 3−6, 4−6            |
| Guanyadora | 17.  | 25 de gener de 2013    | Open d'Austràlia                | Dura         | Sara Errani             | Ashleigh Barty Casey Dellacqua                | 6−2, 3−6, 6−2       |
| Guanyadora | 18.  | 3 de febrer de 2013    | París, França                   | Dura (i)     | Sara Errani             | Andrea Hlaváčková Liezel Huber                | 6−1, 6−1            |
| Guanyadora | 19.  | 17 de febrer de 2013   | Doha (2)                        | Dura         | Sara Errani             | Nàdia Petrova Katarina Srebotnik              | 2−6, 6−3, [10−6]    |
| Finalista  | 14.  | 19 de maig de 2013     | Roma (2)                        | Terra batuda | Sara Errani             | Hsieh Su-Wei Peng Shuai                       | 6−4, 3−6, [8−10]    |
| Finalista  | 15.  | 9 de juny de 2013      | Roland Garros                   | Terra batuda | Sara Errani             | Iekaterina Makàrova Ielena Vesninà            | 5−7, 2−6            |
| Finalista  | 16.  | 10 de gener de 2014    | Sydney (2)                      | Dura         | Sara Errani             | Tímea Babos Lucie Šafářová                    | 5−7, 6−3, [7−10]    |
| Guanyadora | 20.  | 24 de gener de 2014    | Open d'Austràlia (2)            | Dura         | Sara Errani             | Iekaterina Makàrova Ielena Vesninà            | 6−4, 3−6, 7−5       |
| Guanyadora | 21.  | 27 d'abril de 2014     | Stuttgart, Alemanya             | Terra batuda | Sara Errani             | Cara Black Sania Mirza                        | 6−2, 6−3            |
| Guanyadora | 22.  | 10 de maig de 2014     | Madrid (2)                      | Terra batuda | Sara Errani             | Garbiñe Muguruza Carla Suárez Navarro         | 6−4, 6−3            |
| Finalista  | 17.  | 18 de maig de 2014     | Roma (3)                        | Terra batuda | Sara Errani             | Květa Peschke Katarina Srebotnik              | 0−4, retirada       |
| Finalista  | 18.  | 8 de juny de 2014      | Roland Garros (2)               | Terra batuda | Sara Errani             | Hsieh Su-Wei Peng Shuai                       | 4−6, 1−6            |
| Guanyadora | 23.  | 9 de juliol de 2014    | Wimbledon, Regne Unit           | Gespa        | Sara Errani             | Tímea Babos Kristina Mladenovic               | 6−1, 6−3            |
| Guanyadora | 24.  | 10 d'agost de 2014     | Mont-real, Canadà               | Dura         | Sara Errani             | Cara Black Sania Mirza                        | 7−6(4), 6−3         |
| Guanyadora | 25.  | 10 de gener de 2015    | Auckland, Nova Zelanda          | Dura         | Roberta Vinci           | Shuko Aoyama Renata Voráčová                  | 6−2, 6−1            |

#### Períodes com a número 1
| Núm. | Precedida per           | Dates                   | Succeïda per | Setmanes | Acumulat |
| ---- | ----------------------- | ----------------------- | ------------ | -------- | -------- |
| 1.   | Sara Errani             | 15/10/2012 − 16/02/2014 | Peng Shuai   | 70       | 70       |
| 2.   | Peng Shuai Hsieh Su-Wei | 07/07/2014 − 12/04/2015 | Sania Mirza  | 40       | 110      |

### Equips: 4 (4−1)
| Resultat   | Núm. | Data                      | Torneig                                 | Superfície   | Equip                                               | Oponents                                                                 | Marcador |
| ---------- | ---- | ------------------------- | --------------------------------------- | ------------ | --------------------------------------------------- | ------------------------------------------------------------------------ | -------- |
| Guanyadora | 1.   | 16−17 de setembre de 2006 | Copa Federació, Charleroi, Bèlgica      | Dura (i)     | Flavia Pennetta Mara Santangelo Francesca Schiavone | Leslie Butkiewicz Kirsten Flipkens Justine Henin-Hardenne Caroline Maes  | 3−2      |
| Finalista  | 1.   | 15−16 de setembre de 2007 | Copa Federació, Moscou, Rússia          | Dura (i)     | Flavia Pennetta Mara Santangelo Francesca Schiavone | Svetlana Kuznetsova Nàdia Petrova Anna Txakvetadze Ielena Vesninà        | 0−4      |
| Guanyadora | 2.   | 7−8 de novembre de 2009   | Copa Federació, Reggio Calabria, Itàlia | Terra batuda | Sara Errani Flavia Pennetta Francesca Schiavone     | Alexa Glatch Liezel Huber Vania King Melanie Oudin                       | 4−0      |
| Guanyadora | 3.   | 6−7 de novembre de 2010   | Copa Federació, San Diego, Estats Units | Dura (i)     | Sara Errani Flavia Pennetta Francesca Schiavone     | Liezel Huber Bethanie Mattek-Sands Melanie Oudin Coco Vandeweghe         | 3−1      |
| Guanyadora | 4.   | 2−3 de novembre de 2013   | Copa Federació, Cagliari, Itàlia        | Terra batuda | Sara Errani Karin Knapp Flavia Pennetta             | Margarita Gasparyan Irina Khromatxova Alissa Kleibànova Alexandra Panova | 4−0      |

## Trajectòria

### Individual
| Open d'Austràlia | A           | Q           | Q           | Q           | Q           | 3R          | 1R          | 1R          | 1R          | 3R          | 1R          | 2R    | 3R          | 1R          | 2R          | 3R | 0 / 11    | 10 – 11   |
| Roland Garros | A           | Q           | Q           | 1R          | 1R          | 1R          | 1R          | Q           | 1R          | 2R          | 3R          | 1R    | 4R          | 1R          | 1R          | 1R | 0 / 12    | 6 – 12    |
| Wimbledon | A           | 1R          | Q           | Q           | 3R          | A           | 2R          | Q           | 3R          | 2R          | 3R          | 4R    | 4R          | 1R          | 1R          | 3R | 0 / 11    | 16 – 11   |
| US Open | 1R          | Q           | A           | 1R          | 1R          | 1R          | 1R          | 2R          | 1R          | 1R          | 3R          | QF    | QF          | 3R          | F           | QF | 0 / 14    | 23 – 14   |
| Jocs Olímpics | No celebrat | No celebrat | No celebrat | A           | No celebrat | No celebrat | No celebrat | A           | No celebrat | No celebrat | No celebrat | 1R    | No celebrat | No celebrat | No celebrat | 1R | 0 / 2     | 0 – 2     |
| Tournament of Champions | No celebrat | No celebrat | No celebrat | No celebrat | No celebrat | No celebrat | No celebrat | No celebrat | A           | A           | QF          | SF    | A           | A           |             |    | 0 / 2     | 2 – 3     |
| Total Victòries−Derrotes | 1–2         | 3–5         | 1–2         | 4–8         | 15–17       | 10–16       | 11–18       | 5–6         | 23–23       | 28–20       | 37–24       | 44–28 | 45–22       |             |             |    | 481 – 326 | 481 – 326 |
| Rànquing a final d'any | 172         | 182         | 116         | 116         | 41          | 102         | 63          | 83          | 64          | 38          | 23          | 16    | 14          |             |             |    |           |           |
| Llegenda: G: Guanyadora; F: Finalista; SF: Semifinalista; QF: Quarts de final; Q: Qualificació; A: Absent; RR: Round Robin; |             |             |             |             |             |             |             |             |             |             |             |       |             |             |             |    |           |           |

### Dobles
| Open d'Austràlia | A           | 3R          | 1R          | QF    | 1R          | 1R          | 2R          | 2R  | 2R          | 2R          | 1R          | F     | G           | G           | 3R          | 3R | 2 / 15    | 24 – 13   |
| Roland Garros | QF          | QF          | 1R          | SF    | 1R          | 3R          | 1R          | 1R  | 1R          | 2R          | 3R          | G     | F           | F           | 3R          | 1R | 1 / 16    | 28 – 15   |
| Wimbledon | A           | 3R          | 1R          | 3R    | 1R          | A           | 1R          | A   | 1R          | 3R          | 3R          | QF    | 3R          | G           | 3R          | 1R | 1 / 13    | 21 – 12   |
| US Open | SF          | 1R          | A           | 1R    | 3R          | 2R          | 1R          | A   | 1R          | 1R          | QF          | G     | QF          | 2R          | 3R          |    | 1 / 13    | 22 – 12   |
| Jocs Olímpics | No celebrat | No celebrat | No celebrat | 2R    | No celebrat | No celebrat | No celebrat | 1R  | No celebrat | No celebrat | No celebrat | QF    | No celebrat | No celebrat | No celebrat | QF | 0 / 4     | 5 – 4     |
| WTA Championships | QF          | A           | A           | A     | A           | A           | A           | A   | A           | A           | A           | SF    | SF          | RR          |             |    | 0 / 3     | 0 – 3     |
| Total Victòries−Derrotes | 15–7        | 19–11       | 4–7         | 17–10 | 12–12       | 13–10       | 15–15       | 1–5 | 12–12       | 28–18       | 36–19       | 52–11 | 36–10       |             |             |    | 298 – 155 | 298 – 155 |
| Rànquing a final d'any | 22          | 33          | 100         | 25    | 74          | 72          | 49          | 220 | 82          | 40          | 26          | 1     | 1           | 1           |             |    |           |           |
| Llegenda: G: Guanyadora; F: Finalista; SF: Semifinalista; QF: Quarts de final; Q: Qualificació; A: Absent; RR: Round Robin; |             |             |             |       |             |             |             |     |             |             |             |       |             |             |             |    |           |           |

## Guardons
- Cavallera de l'Orde al Mèrit de la República Italiana (2007)[3]
- Parella de l'any WTA (2012, 2013) amb Sara Errani
- Parella de l'any ITF (2012, 2013, 2014) amb Sara Errani